# Meltdown
Meltdown är en karaktär i den tecknade TV-serien X-Men: Evolution.
Meltdown heter egentligen Tabitha Smith och hennes mutantkraft är att projicera fram små explosiva, glödande kulor från fingrarna. Hon är av naturen väldigt impulsiv och gillar också att hitta på hyss. Hon betraktas av många (främst av Nightcrawler) som galen.